# Marcin Fabjański
Marcin Fabjański (ur. 1970) – polski filozof, dziennikarz i pisarz.

## Życiorys
Autor książek w tematyce filozofii wschodu i zachodu, czerpiących m.in. z buddyzmu, stoicyzmu i myśli Arthura Schopenhauera.
Absolwent University of York. W 1998 uzyskał doktorat z filozofii w Instytucie Filozofii Uniwersytetu im. Adama Mickiewicza na podstawie pracy Krytyka metafizycznego komponentu umysłu w buddyzmie i u Schopenhauera.
Ponad dwa lata spędził w Azji – m.in. w Indiach, Chinach, Nepalu, Tajlandii i Birmie, gdzie medytował w klasztorach buddyjskich. Prowadzi Apenińską Szkołę Filozofii we Włoszech.
W 2000 nagrodzony nagrodą Grand Press w kategorii „reportaż prasowy” za swój reportaż „Zły dotyk”, opublikowany w Gazecie Wyborczej, opowiadający historię Rafała Pietrzaka, niesłusznie skazanego w Teksasie na 30 lat więzienia za molestowanie seksualne dziecka, oraz nagrodą Independent Press Association.
Publikował m.in. w Przekroju i Focusie.

## Publikacje
- Europowieści. Jacek Santorski & Co, 2005. ISBN 978-83-89763-48-8. Brak numerów stron w książce
- Stoicyzm uliczny. Jak oswajać trudne sytuacje. Czarna Owca, 2010. ISBN 978-83-7554-195-3. Brak numerów stron w książce
- Ogryzek Aureliusza. Telbit, 2011. ISBN 978-83-62252-10-7. Brak numerów stron w książce
- Bóg gra z 10. 11 opowiadań piłkarskich. G+J, 2011. ISBN 978-83-7778-041-1. Brak numerów stron w książce
- Zaufaj życiu. Nie zakochuj się w przelatującym wróblu. Warszawa: Wydawnictwo Naukowe PWN, 2014. ISBN 978-83-7705-371-3. Brak numerów stron w książce
- Noc szeptów. Vesper, 2019. ISBN 978-83-7731-344-2. Brak numerów stron w książce
- Uwolnij się! Dobre życie według siedmiu filozofów-terapeutów. Znak Literanova, 2020. ISBN 978-83-240-4918-9. Brak numerów stron w książce